# Getty Museum
Il Getty Museum (nome completo Jean Paul Getty Museum) è un museo statunitense d'arte situato a Los Angeles. Attualmente è ospitato in due sedi: l'arte antica alla Getty Villa di Malibù (vecchia sede del museo) e il resto al Getty Center, su una collina di Los Angeles, aperto il 16 dicembre 1997.

## Storia
Nel 1974, J. Paul Getty aprì un museo ricreando la Villa dei Papiri a Ercolano nella sua proprietà a Malibu, in California. Nel 1982, il museo è diventato il più ricco al mondo quando ha ereditato 1,2 miliardi di dollari. Nel 1983, dopo una crisi economica in quella che allora era la Germania Ovest, il Getty Museum acquisì 144 manoscritti medievali miniati dalla Ludwig Collection di Aquisgrana, in difficoltà finanziarie; scrivendo sul New York Times, John Russell disse della collezione, «Uno dei più bei possedimenti del suo genere mai assemblato, è certamente il più importante che è stato in mani private». Nel 1997, il museo si è trasferito nella sua attuale posizione nel quartiere di Brentwood di Los Angeles; il museo di Malibu, ribattezzato "Getty Villa", è stato rinnovato e riaperto nel 2006.

## Patrimonio
Il Getty Museum colleziona dipinti, disegni, sculture, codici miniati, arti decorative europee e fotografie europee, asiatiche, e americane. Eccetto che per le fotografie, il museo non raccoglie opere moderne, dal XX secolo in avanti.
Nel 1974, Jean Paul Getty aprì il suo secondo museo nella sua proprietà di Malibù in California, volendo ricreare la villa dei papiri di Ercolano. Nel 1997 il museo si trasferì nella sua collocazione attuale, progettata dall'architetto Richard Meier. La casa di Malibù venne ristrutturata e ribattezzata Getty Villa. La villa Getty attualmente ospita sculture romane, etrusche e greche, come l'Atleta di Fano. Fra le opere esposte al Getty Center di Los Angeles ricordiamo anche Iris di Vincent van Gogh.
L'edificio del nuovo Getty Center, posto in cima a una collina a 275 metri sul livello del mare, domina Los Angeles «come una cittadella medievale. (...) Di giorno la vista si stende a 360 gradi fino al mare e alle sierras», scrive Maria Giulia Minetti nel 1998 in occasione dell'apertura al pubblico del complesso di Brentwood dopo 14 anni di lavori e costato un miliardo di dollari dell'epoca. Nello stesso articolo si legge che, nello stesso periodo, la Biblioteca  aveva un patrimonio di 700.000 volumi ed era ospitata in cinque sedi del gigantesco aggregato.

### Opere principali
Arte antica (Getty Villa)
- Atleta di Fano

Cima da Conegliano
- Santo a cavallo, 1510 circa

Correggio
- Velo della Veronica, 1521 circa

Dosso Dossi
- Pan e la ninfa, 1524 circa
- Allegoria della Fortuna, 1535-1538 circa

Jean Fouquet
- Libro d'Ore di Simon de Varie, 1450 circa

Gentile da Fabriano
- Incoronazione della Vergine, 1420 circa
- Adorazione del Bambino, 1420-1421 circa

Lorenzo Lotto
- Madonna col Bambino e due donatori, 1533-1535 circa

Andrea Mantegna
- Adorazione dei Magi, 1497-1500 circa

Masaccio
- Sant'Andrea, 1426

Pontormo
- Alabardiere, 1529-1530 circa

Giulio Romano
- Nascita di Bacco, 1530 ca.

Tiziano
- Ritratto di Alfonso d'Avalos con paggio, 1533
- Venere e Adone, 1555-1560

Antoon van Dyck
- Ritratto di Thomas Howard, secondo conte di Arundel

Giovanni Battista Pittoni
- Il Sacrificio di Polissena, 1733

Giovanni Battista Lusieri
- Veduta di Roma (1780)
- La baia di Napoli (1791)

Vincent van Gogh
- Iris, 1889

Giacomo Manzù
- Cardinale seduto, 1975-77

## Selezioni delle opere primarie della collezione

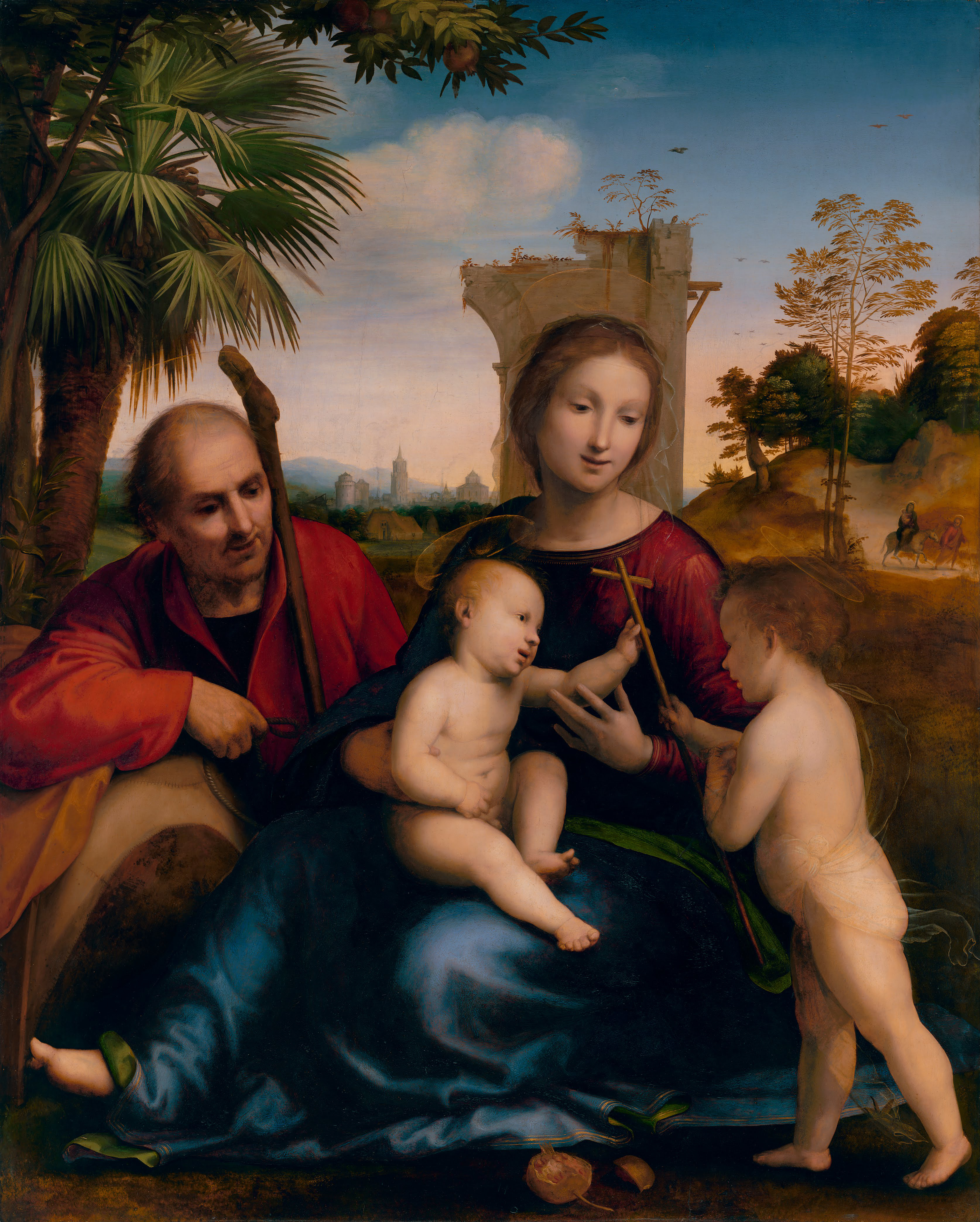
Fra Bartolomeo, Riposo dalla fuga in Egitto, con San Giovanni Battista, circa 1509
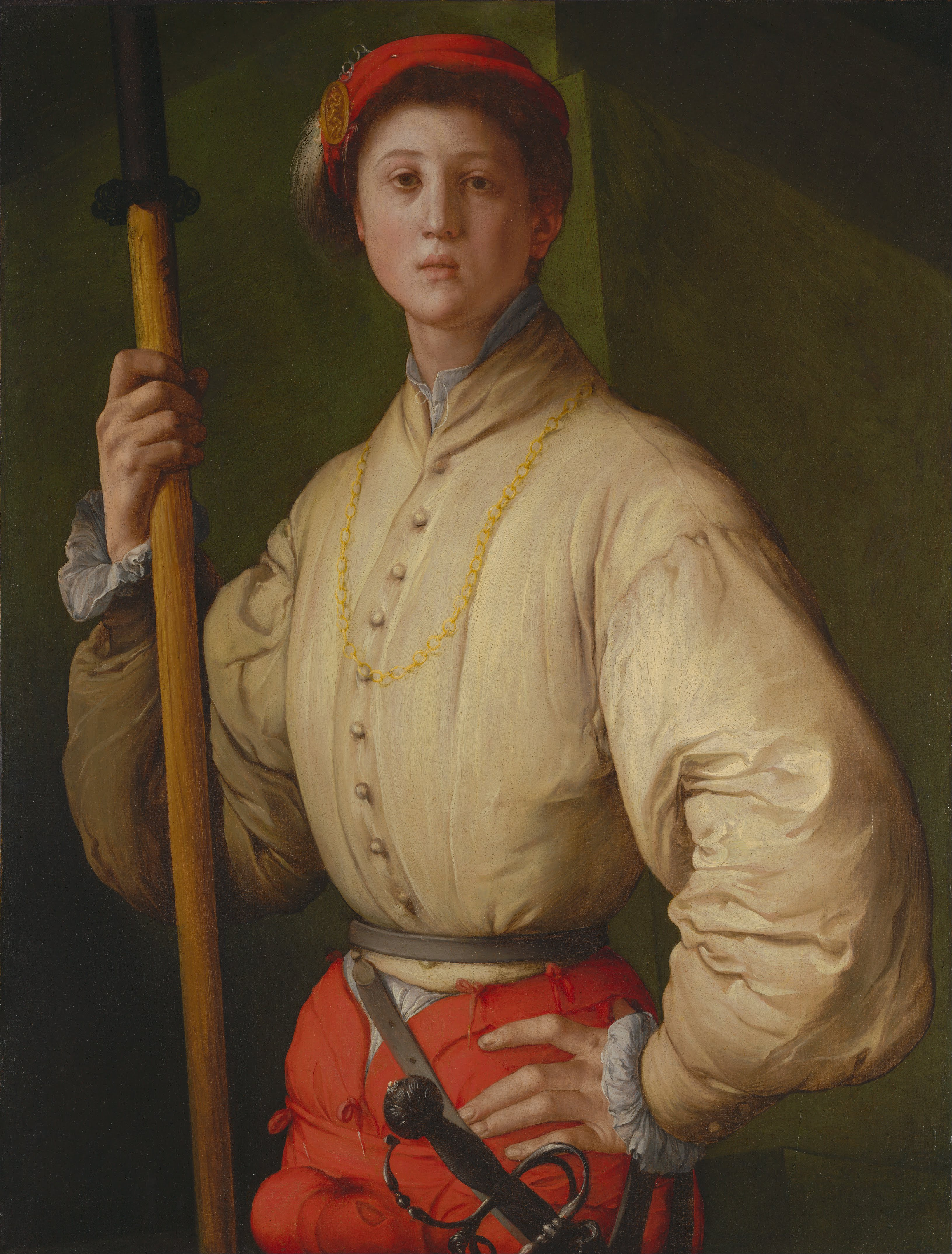
Pontormo, Alabardiere, 1528
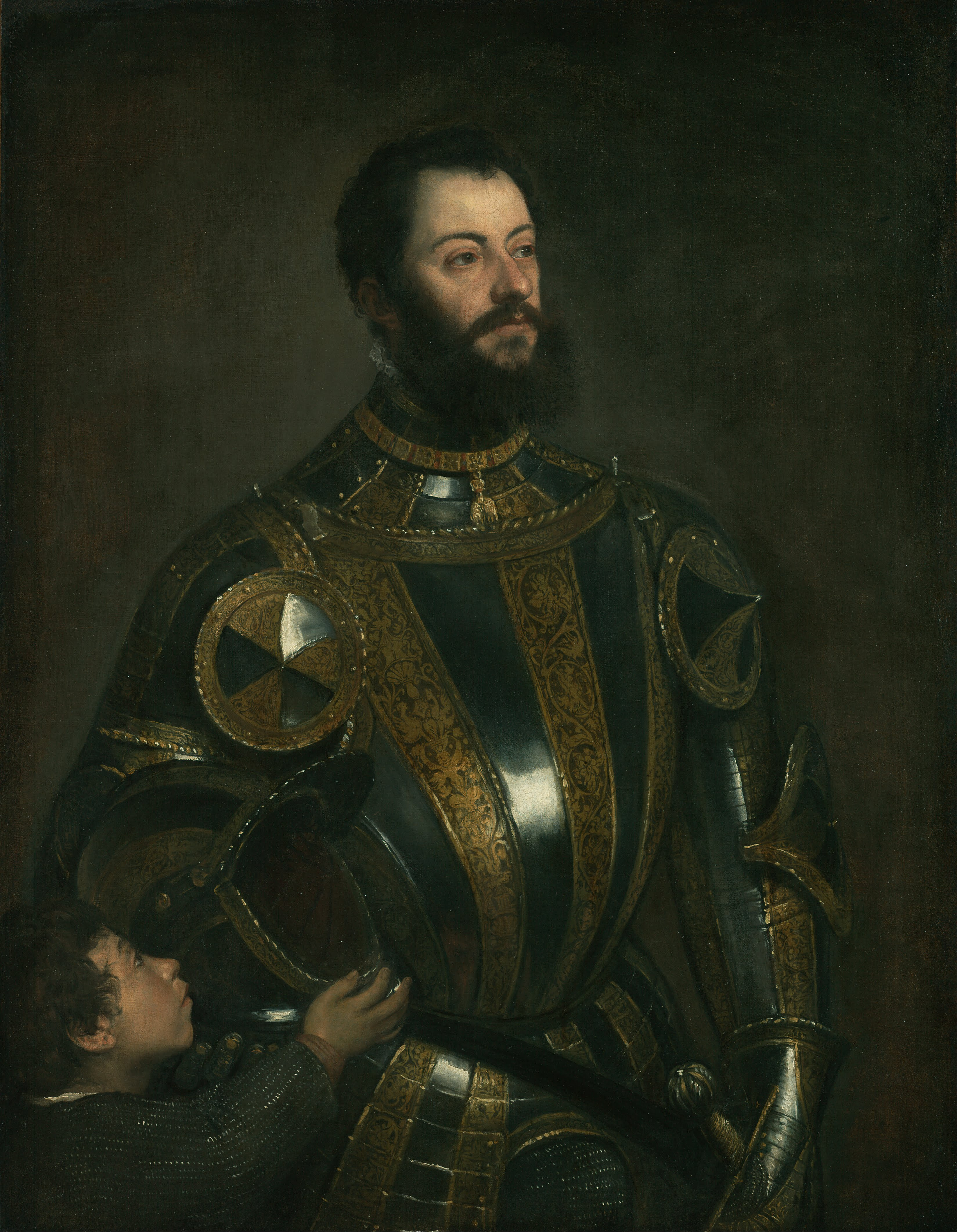
Tiziano, Ritratto di Alfonso d’Avalos, Marchese del Vasto, 1533
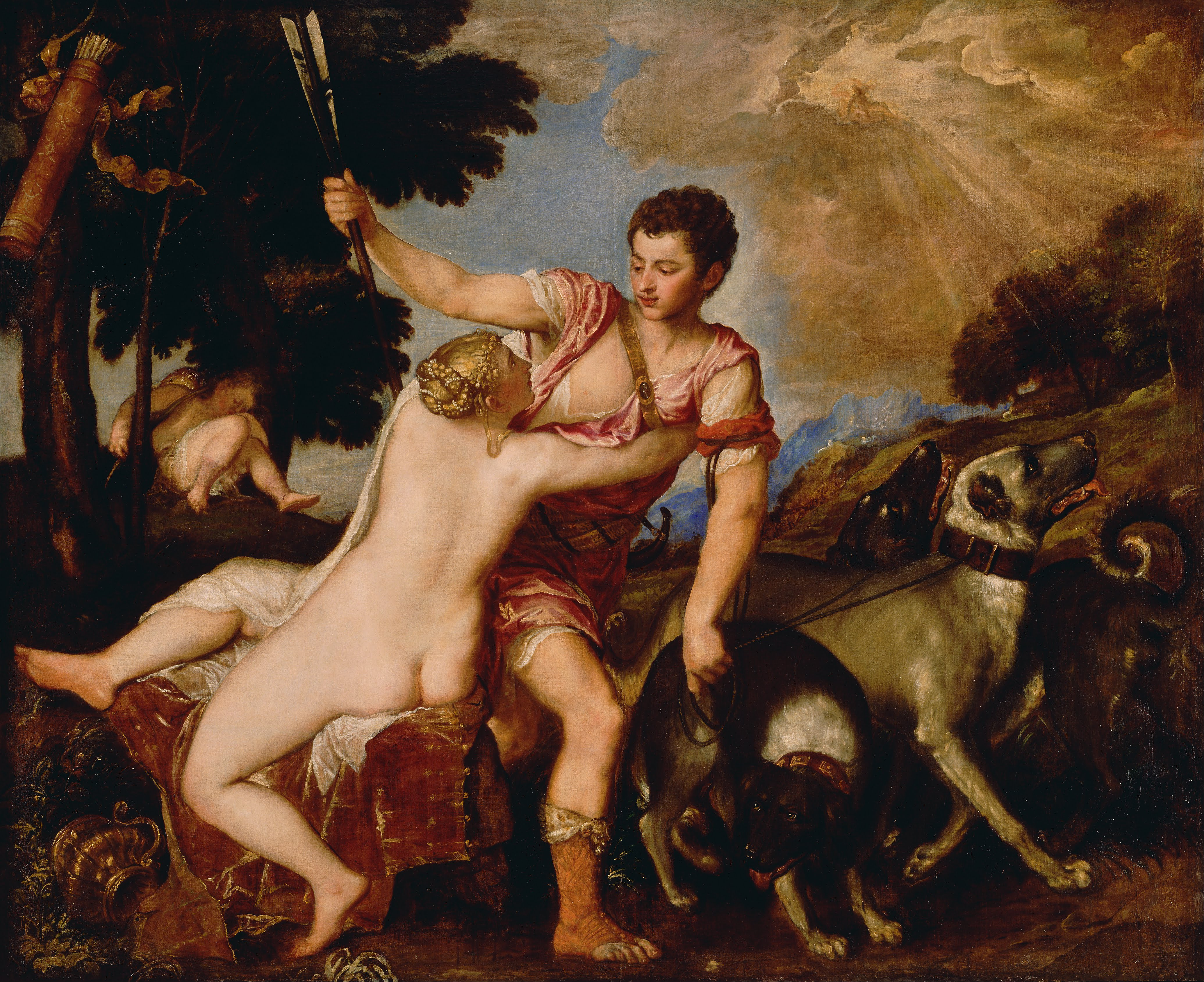
Tiziano, Venere e Adone, 1550–60
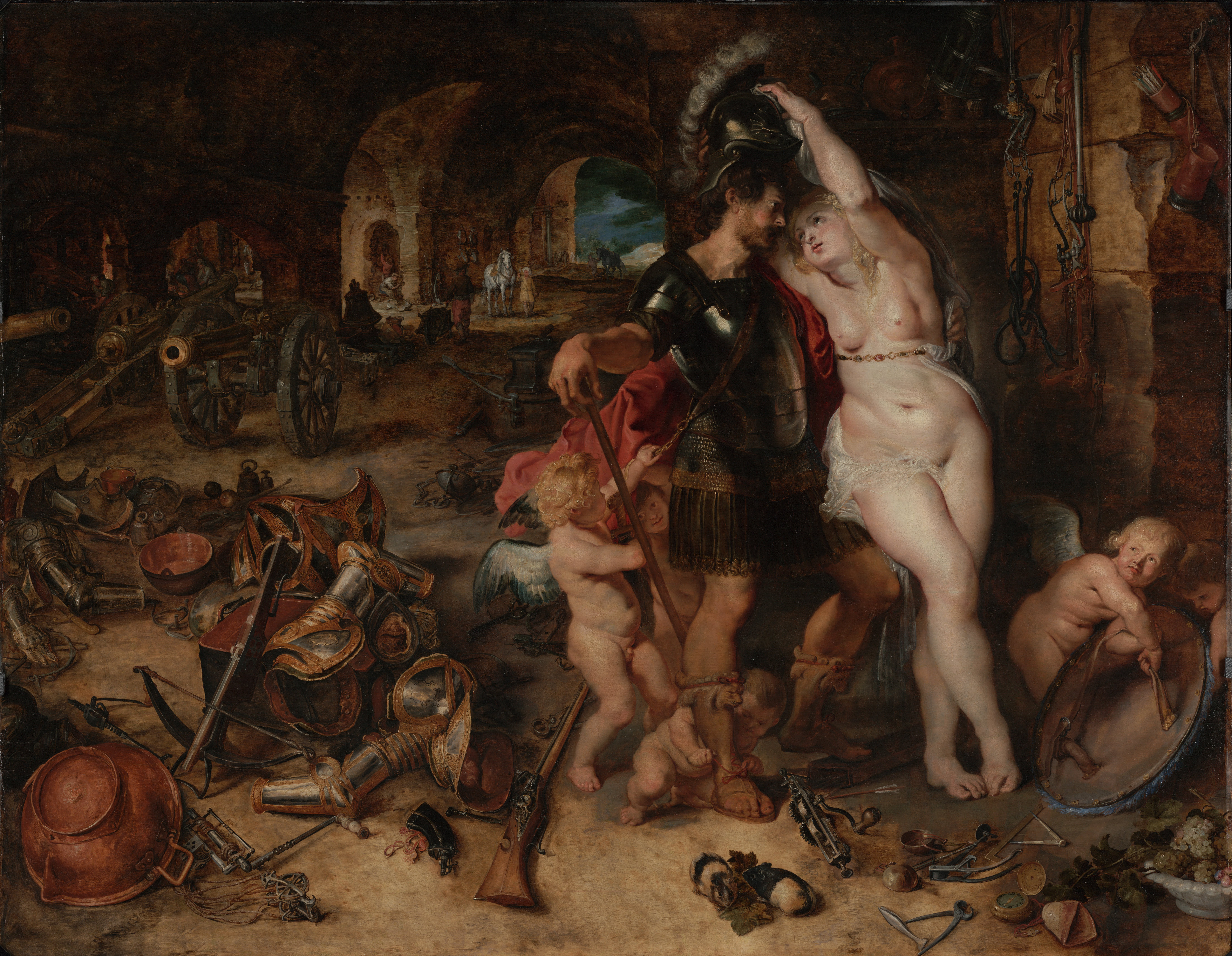
Collaboration of Peter Paul Rubens and Jan Brueghel il Vecchio, Return from War: Mars Disarmed by Venus 1610
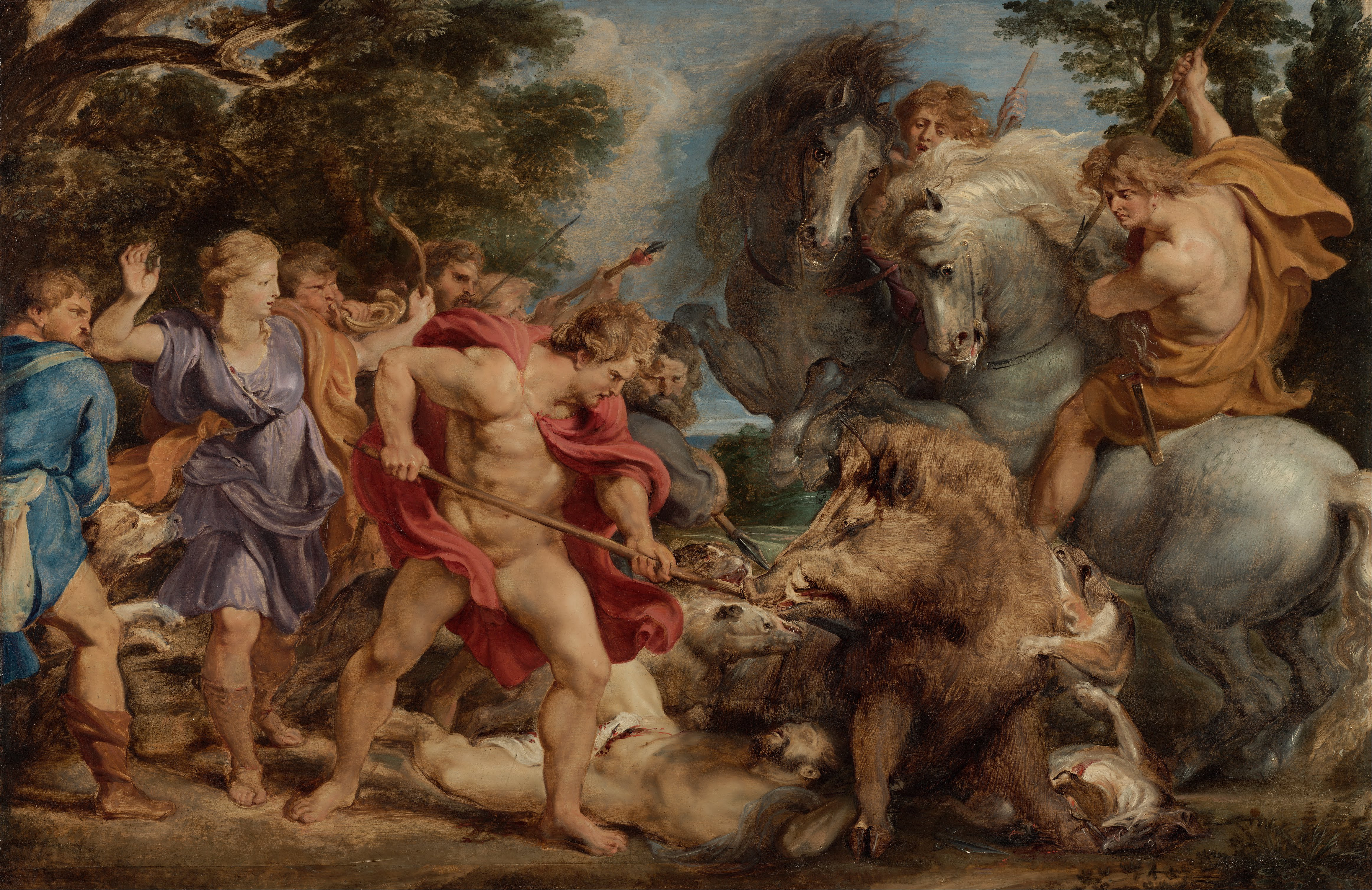
Peter Paul Rubens, Calydonian Boar Hunt, 1611–12
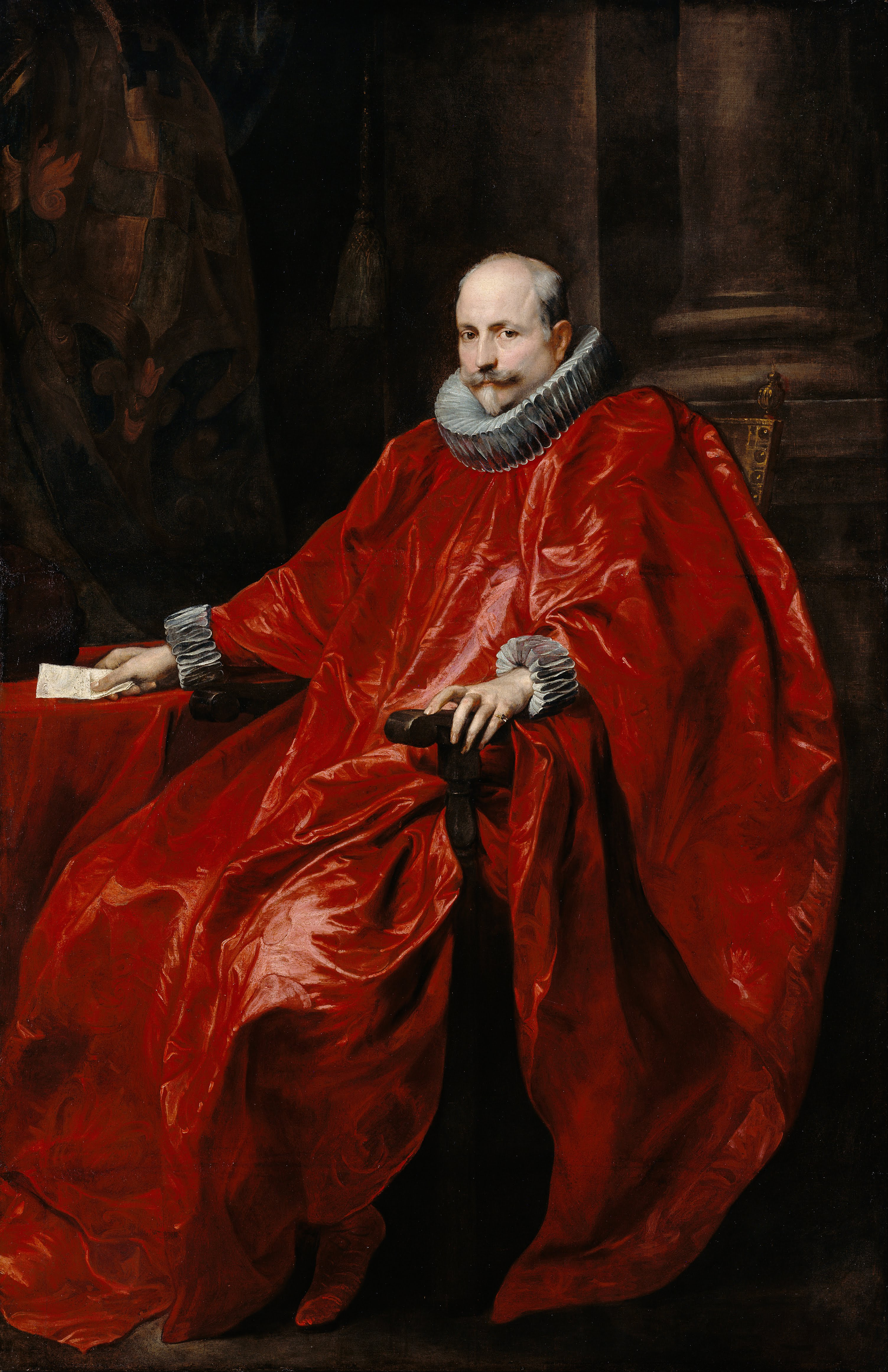
Antoon van Dyck, Ritratto di Agostino Pallavicini, 1621–23
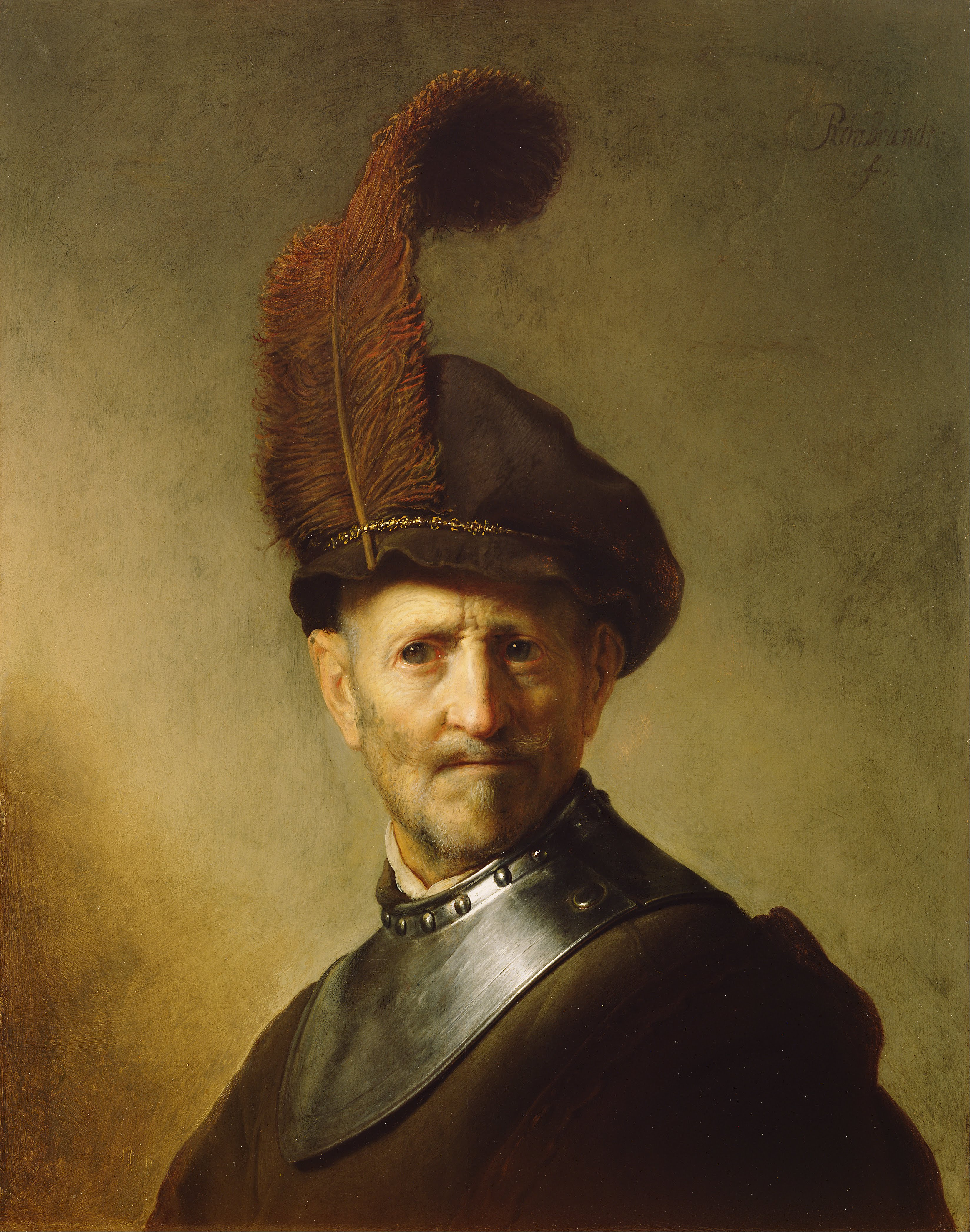
Rembrandt, Vecchio in costume militare, 1630
Rembrandt, Ratto di Europa, 1632
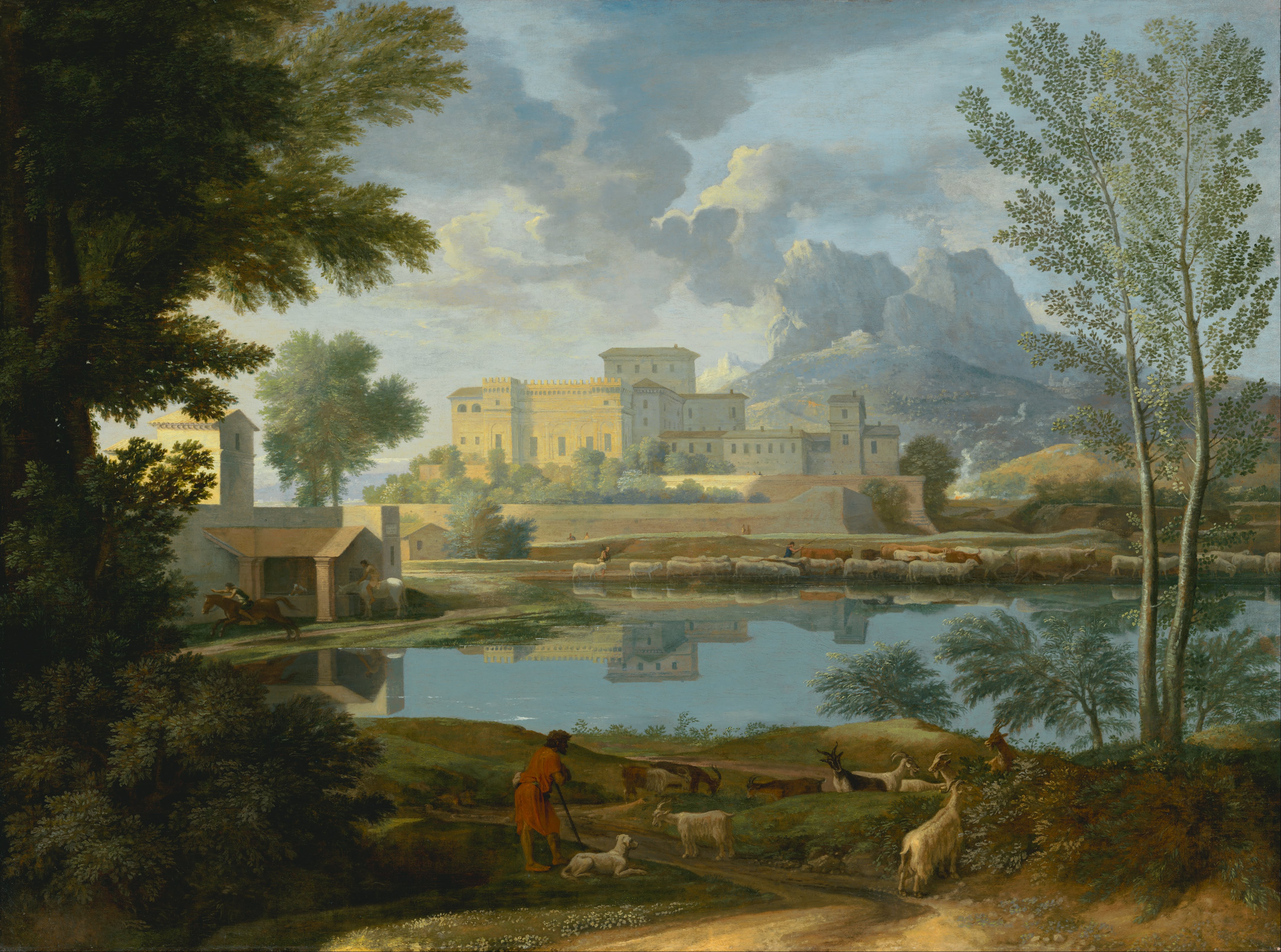
Nicolas Poussin, Landscape in Calm Weather, 1651
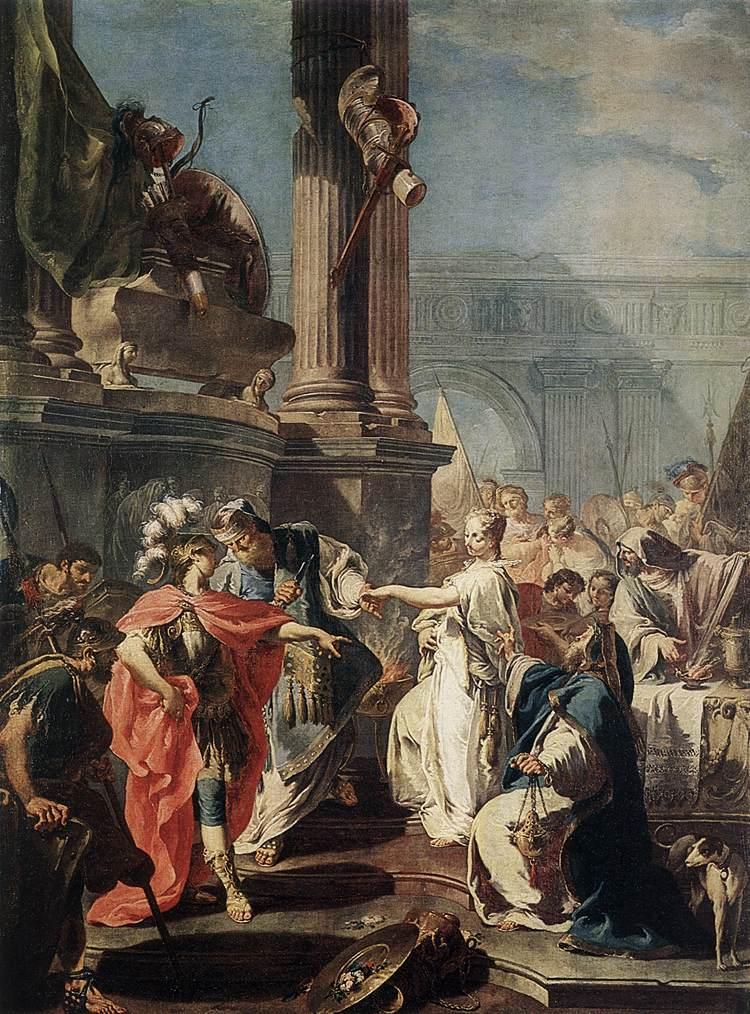
Giambattista Pittoni, Il Sacrificio di Polissena, about 1733-34
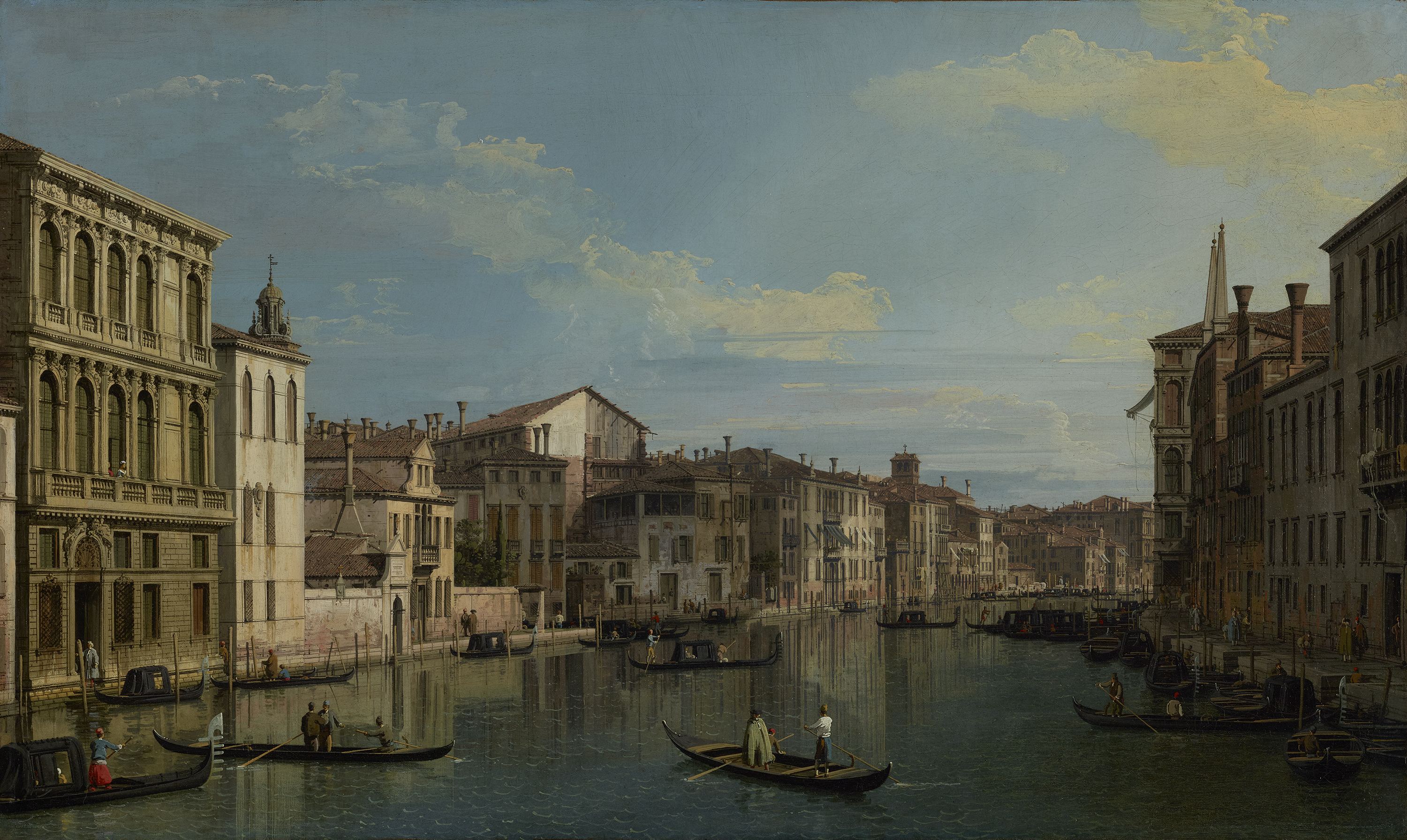
Canaletto, The Grand Canal in Venice from Palazzo Flangini to Campo San Marcuola, about 1738
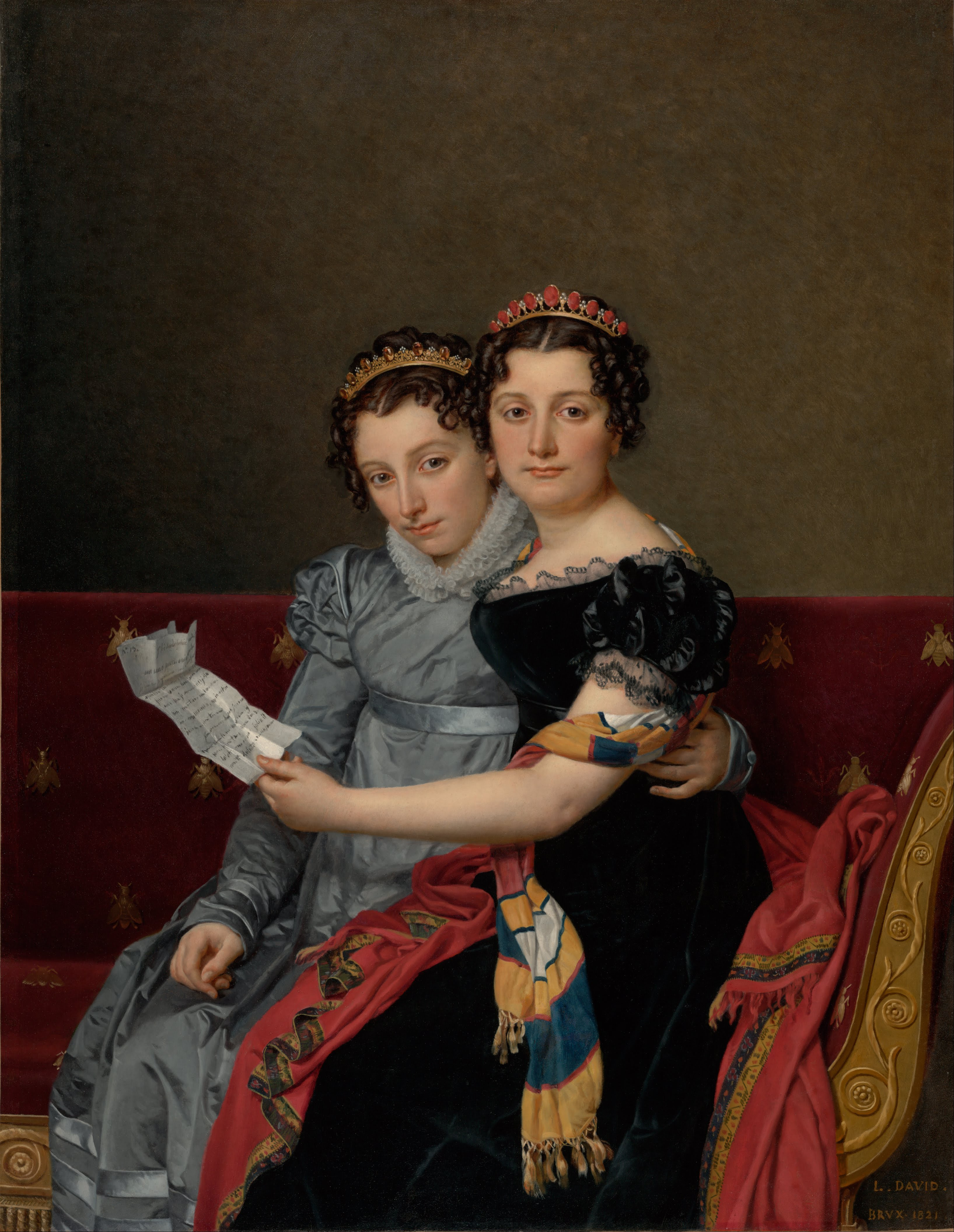
Jacques-Louis David, The Sisters Zénaïde and Charlotte Bonaparte, 1821
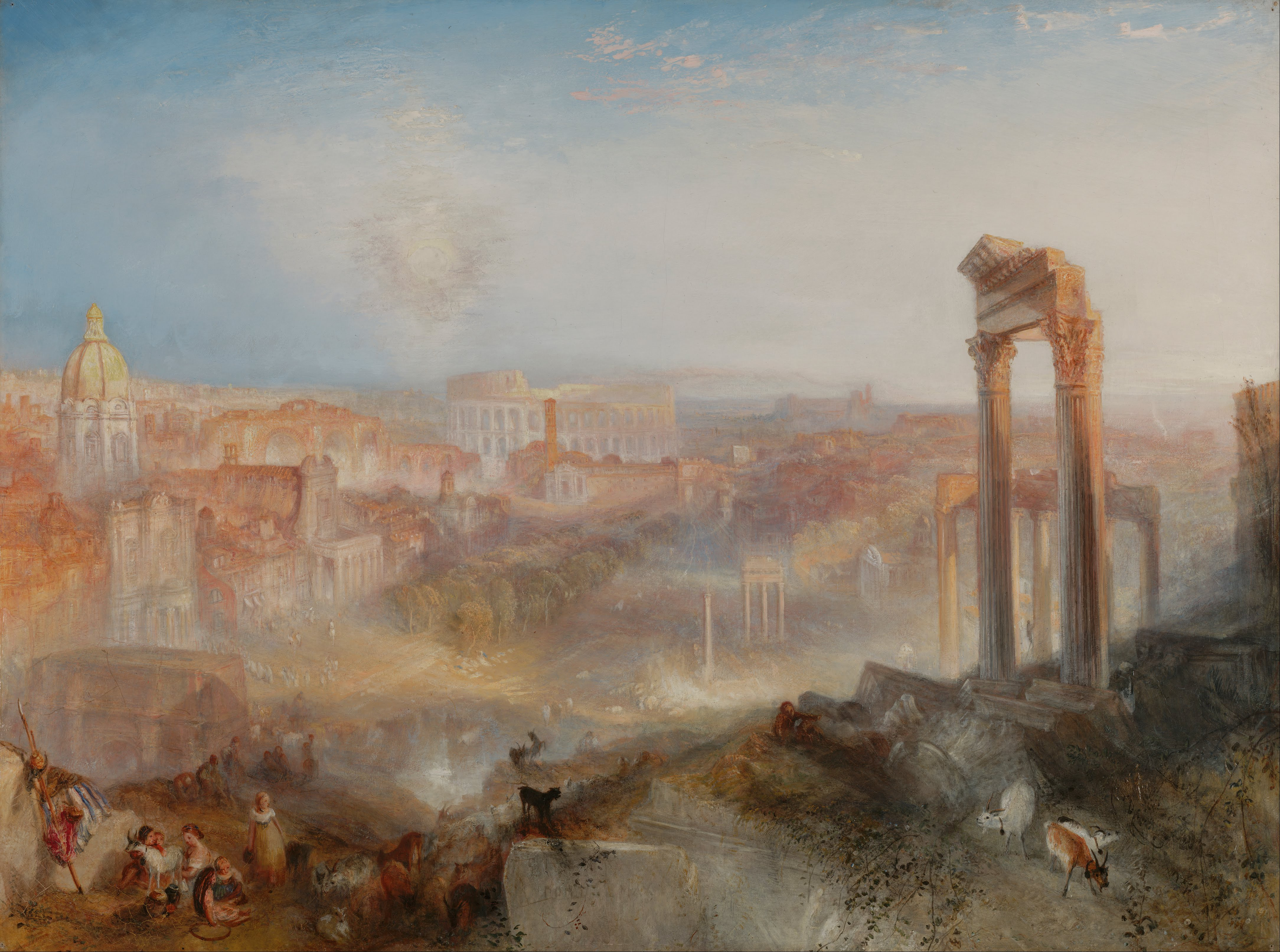
J.M.W. Turner, Modern Rome - Campo Vaccino, 1839
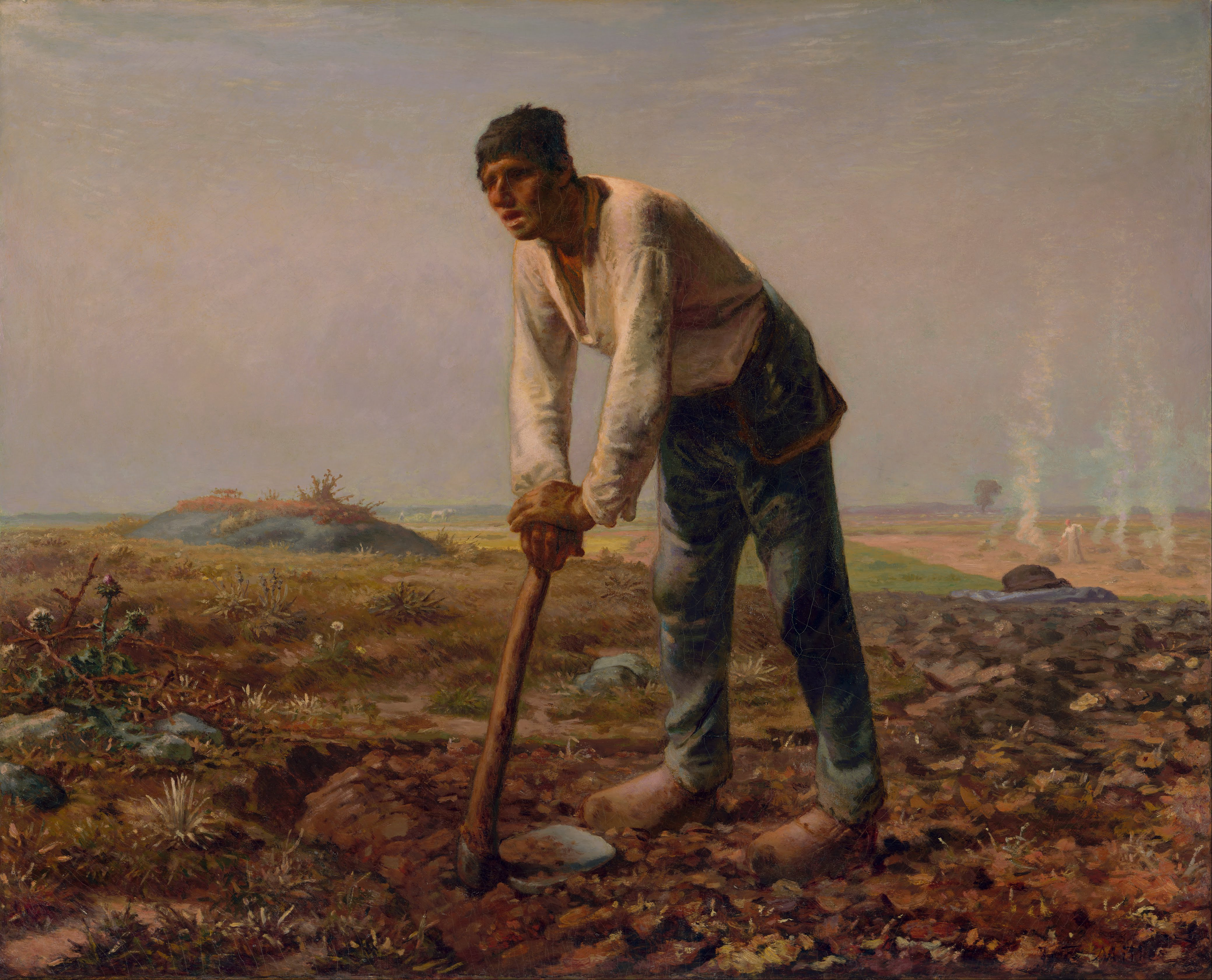
Jean-François Millet, The Man With the Hoe, 1860–62
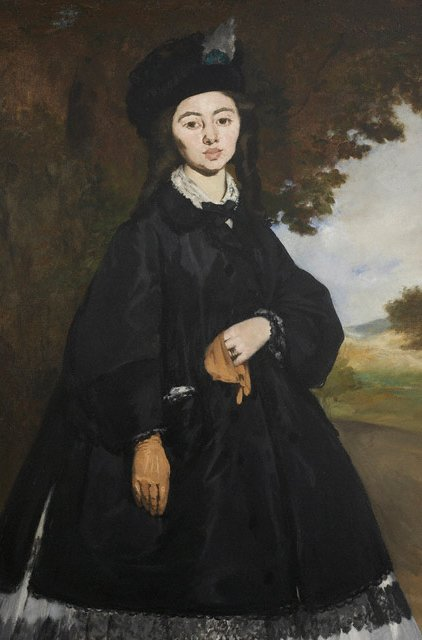
Édouard Manet, Portrait of Madame Brunet, 1867
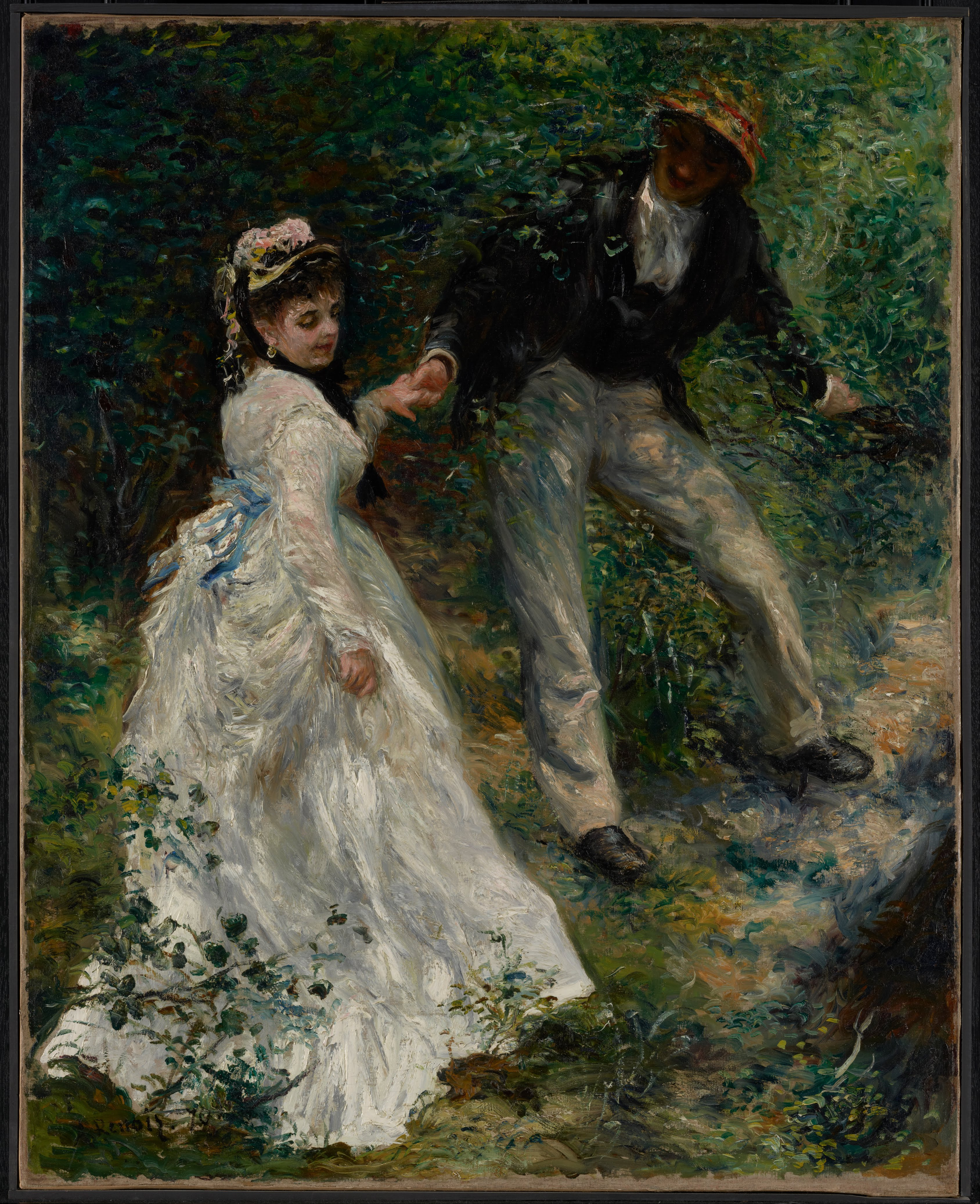
Pierre-Auguste Renoir, La Promenade, 1870
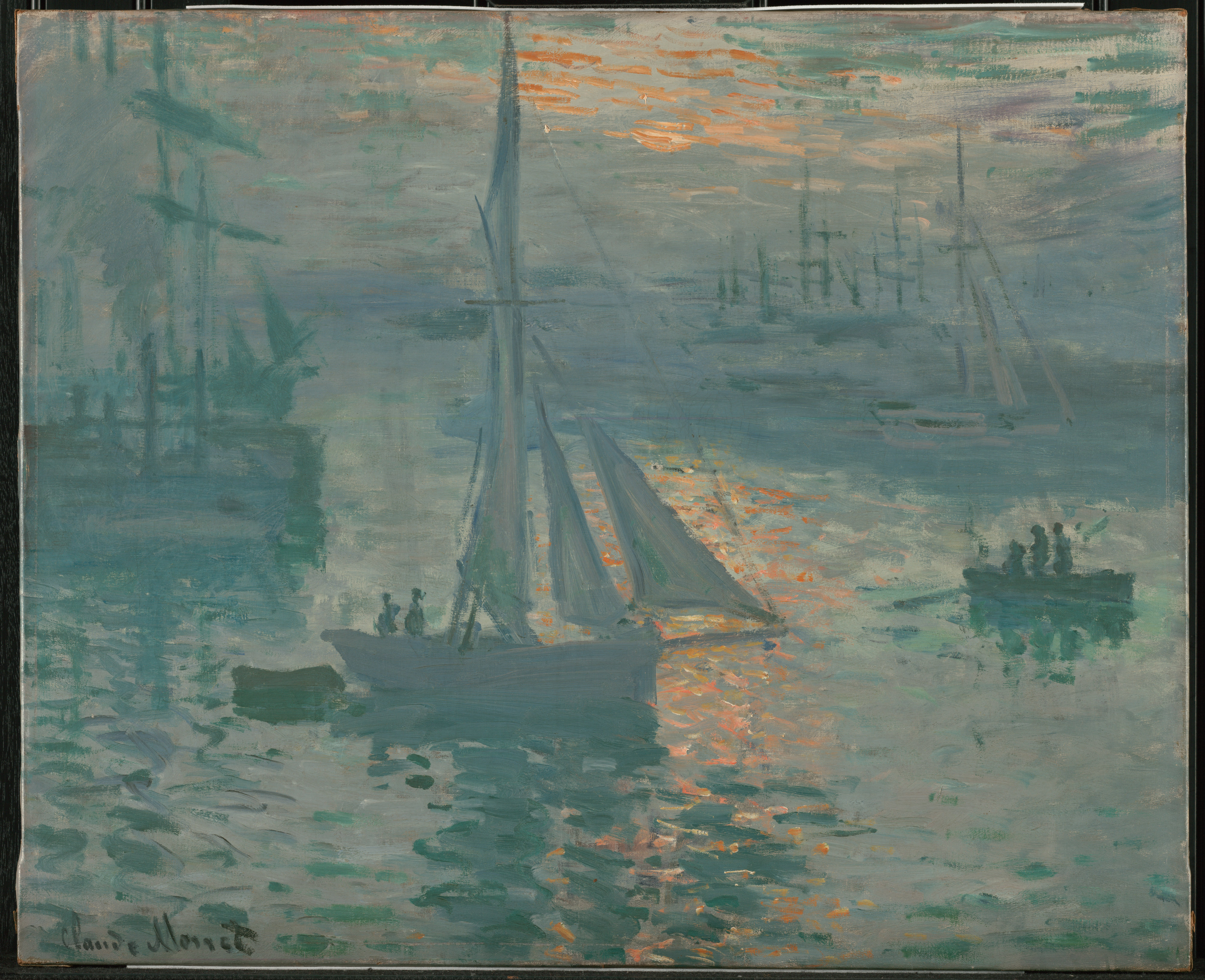
Claude Monet, Sunrise (Marine), 1873
Édouard Manet, The Rue Mosnier with Flags, 1878
Vincent van Gogh, Iris, 1889

## Controversie

### Acquisizione di oggetti trafugati
Da alcuni anni il Getty Museum è coinvolto in vicende giudiziarie che riguardano l'acquisizione e la proprietà di alcune delle opere esposte. Marion True, che è stata curatrice del museo per i reperti antichi, dal 2005 è sotto processo in Italia per traffico di reperti rubati così come il noto commerciante statunitense di opere d'arte Robert Hecht e Giacomo Medici.
In una lettera al J. Paul Getty Trust datata 18 dicembre 2006, la True dichiarava di sentire su di sé tutto il "peso delle colpe" delle pratiche che erano conosciute, approvate, e giustificate dal Getty Board of Directors. Marion True è inoltre finita sotto indagine delle autorità greche per l'acquisizione di una corona funeraria macedone di 2.500 anni fa. Nonostante la prescrizione del reato contestato, il Getty ha restituito l'oggetto alla Grecia nel 2006.
Il 20 novembre 2006, il direttore del museo Michael Brand, ha annunciato che 26 opere saranno restituite all'Italia, ma non l'Atleta di Fano, pezzo sul quale pende ancora una causa giudiziaria. Il 14 dicembre dello stesso anno il Ministro dei beni e delle attività culturali Francesco Rutelli, rispondeva sul Corriere della Sera che se le trattative non si fossero concluse con un ritorno in Italia di tutte e 52 le opere richieste il museo sarebbe stato posto sotto l'embargo culturale italiano. Il 1º agosto 2007 viene annunciato l'accordo in cui il museo restituisce 40 opere all'Italia.
Nell'agosto 2022 viene annunciata la restituzione del gruppo scultoreo di un Poeta Seduto e Sirene, un gruppo di figure in terracotta a grandezza naturale della seconda metà del IV secolo a.C. proveniente dalla colonia magnogreca di Taranto, noto anche come Orfeo e le Sirene.

### Caso delKouros
Uno dei casi più controversi legati al Getty Museum è quello dell'acquisto di un kouros nel 1984. Proposto al museo statunitense per l'equivalente di allora 32 miliardi di lire, fu dichiarato immediatamente come falso dallo storico dell'arte Federico Zeri, che dal 1975 era trustee del museo. I curatori del museo si opposero alla bocciatura, esibendo documenti ed altre indagini, ma lui rimase sempre della stessa opinione. Nel frattempo il prezzo scese a 20 e poi a 12 miliardi. Alla fine il Getty comprò il kouros, ma prima della riunione decisiva Zeri venne accompagnato all'aeroporto dalla polizia, venuta a conoscenza di minacce di morte a lui rivolte. Zeri non mise mai più piede negli Stati Uniti.